# Tony Romo
Pour les articles homonymes, voir Romo.
College Football Hall of Fame 2021
(en) Statistiques sur pro-football-reference
Antonio Ramiro « Tony » Romo, né le 21 avril 1980 à San Diego en Californie, est un sportif professionnel américain de football américain ayant joué au poste de quarterback entre 2003 et 2016 pour la franchise des Cowboys de Dallas au sein de la National Football League (NFL).
Joueur universitaire d'Eastern Illinois, Romo n'est pas sélectionné lors de la draft 2003 de la NFL. Signé en tant qu'agent libre par les Cowboys, il devient le quarterback titulaire de la franchise en 2006 en prenant le dessus sur Drew Bledsoe. Dès lors, et pendant une décennie, il devient un joueur historique de la franchise de Dallas.
Sélectionné quatre fois au Pro Bowl en 2006, 2007, 2009 et 2014, Tony Romo n'a pas réussi, malgré de bonnes saisons, à amener les Cowboys de Dallas au Super Bowl, lui valant de nombreuses critiques. 
Remplacé par Dak Prescott au début de la saison 2016, il prend sa retraite en avril 2017 pour devenir consultant sur CBS. 

## Carrière professionnelle

### Débuts dans l'ombre aux Cowboys de Dallas (2003-2005)
Invité au NFL Scouting Combine 2003, Tony Romo intrigue quelques recruteurs mais il n'est pas sélectionné lors de la draft 2003 de la NFL. Libre, il signe avec les Cowboys de Dallas. Il commence la saison 2003 en tant que troisième quarterback des Cowboys derrière Quincy Carter et Chad Hutchinson. Pendant deux ans, il ne joue pas et apprend sur le banc. En 2005, il participe au jeu en faisant deux courses durant toute la saison, mais ne tente aucune passe.

### De l'ombre à la lumière (2006)
En 2006, Romo commence la saison en tant que remplaçant du quarterback vétéran Drew Bledsoe. Ce dernier est rapidement décevant au cours de la saison et doit être remplacé. Il lance sa première passe en NFL lors d'une rencontre contre les Texans de Houston à domicile le 15 octobre, et également son premier touchdown avec une passe deux yards pour Terrell Owens. Le 23 octobre 2006, Tony Romo remplace Bledsoe au début de la deuxième mi-temps de la rencontre contre les Giants de New York. Sa première passe en NFL est une interception. Lors de cette rencontre, il lance pour 227 yards avec 14 passes réussies sur 25 tentatives, inscrit deux touchdowns et lance trois interceptions.
L'entraîneur des Cowboys, Bill Parcells, annonce dès lors que Tony Romo est le quarterback titulaire. Lors de la huitième semaine de compétition, contre les Panthers de la Caroline, Romo mène les Cowboys à la victoire, sa première en carrière, sur le score de 35 à 14. Il est l'artisan d'une victoire 21 à 14 contre les Colts d'Indianapolis, dernière équipe invaincue de la saison, le 19 novembre 2006.
Après un début de saison difficile, les Cowboys se qualifient pour les rencontres éliminatoires. Lors des barrages de la conférence NFC, Dallas joue les Seahawks de Seattle le 6 janvier 2007. Alors qu'ils sont menés 21 à 20 en fin de rencontre, les Cowboys tentent un field goal de 19 yards. Romo, qui doit tenir le ballon au kicker, le perd et essaie de courir avec. Il est plaqué avant de passer la ligne, entraînant la défaite des Cowboys.

### Échecs en rencontres éliminatoires (2007-2009)
Après une première saison réussie, Tony Romo est confirmé au poste de quarterback titulaire pour la saison 2007. Lors de la rencontre d'ouverture de la saison, il inscrit quatre touchdowns à la passe et un à la course lors d'un succès 45 à 35 contre les Giants de New York. Lors des rencontres suivantes, Romo poursuit sa marche en avant en marquant deux touchdowns contre les Dolphins de Miami et les Bears de Chicago, puis trois contre les Rams de Saint-Louis.
Sa bonne lancée s'arrête contre les Bills de Buffalo en cinquième semaine. Il lance cinq interceptions et perd un fumble. Cependant, les Cowboys remportent la rencontre. Le 29 octobre 2007, Tony Romo signe un contrat de 6 ans pour un total de 67,5 millions de dollars avec l'équipe de Dallas. Un mois plus tard, alors que le bilan de son équipe est de 10 victoires pour une seule défaite, Romo lance quatre touchdowns contre les Packers de Green Bay.
Les Cowboys finissent la saison régulière 2007 avec 13 victoires pour 3 défaites. Romo devient le premier quarterback des Cowboys à passer pour plus de 4 000 yards dans une saison, et bat le record de passes complétées avec 335 passes réussies. Qualifié en match éliminatoire, Romo échoue de nouveau en fin de rencontre, en lançant une interception en toute fin de match contre les Giants de New York.

### Première grave blessure (2010)
En cinquième saison de compétition de la saison 2010, Romo lance pour 406 yards contre les Titans du Tennessee, son record en carrière. Cependant, deux interceptions en fin de rencontre entraîne la défaite des Cowboys.
Contre les Giants de New York le 25 octobre 2010 en Monday Night Football, Romo est amené au sol par le linebacker des Giants Michael Boley et se blesse à la clavicule gauche. Il manque le reste de la saison à cause de cette blessure et est remplacé par le vétéran Jon Kitna.

### Fin de carrière (2015-2016)
Tony Romo prend sa retraite en tant que meilleur passeur de l'histoire de la franchise des Cowboys de Dallas en termes de yards (34 183) et de touchdowns (248) ; et comme l'un des joueurs les plus sous-cotés.

## Statistiques

### Saison régulière
| Année  | Équipe            | MJ     |         | Passes   | Passes | Passes | Passes | Passes | Passes | Passes  |       | Courses | Courses | Courses | Courses |
| Année  | Équipe            | MJ     | Tentées | Réussies | Pct.   | Yards  | TD     | Int.   | Éval.  | Tentées | Yards | Moy.    | TD      |         |         |
| 2003   | Cowboys de Dallas | 0      | -       | -        | -      | -      | -      | -      | -      | -       | -     | -       | -       |         |         |
| 2004   | Cowboys de Dallas | 6      | -       | -        | -      | -      | -      | -      | -      | -       | -     | -       | -       |         |         |
| 2005   | Cowboys de Dallas | 16     | -       | -        | -      | -      | -      | -      | -      | 2       | -2    | -1      | 0       |         |         |
| 2006   | Cowboys de Dallas | 16     | 337     | 220      | 65,3   | 2 903  | 19     | 13     | 95,1   | 34      | 102   | 3,0     | 0       |         |         |
| 2007   | Cowboys de Dallas | 16     | 520     | 335      | 64,4   | 4 211  | 36     | 19     | 97,4   | 31      | 129   | 4,2     | 2       |         |         |
| 2008   | Cowboys de Dallas | 13     | 450     | 276      | 61,3   | 3 448  | 26     | 14     | 91.4   | 28      | 41    | 1,5     | 0       |         |         |
| 2009   | Cowboys de Dallas | 16     | 550     | 347      | 63,1   | 4 483  | 26     | 9      | 97,6   | 35      | 105   | 3,0     | 1       |         |         |
| 2010   | Cowboys de Dallas | 6      | 213     | 148      | 69,5   | 1 605  | 11     | 7      | 94,9   | 6       | 38    | 6,3     | 0       |         |         |
| 2011   | Cowboys de Dallas | 16     | 522     | 346      | 66,3   | 4 184  | 31     | 10     | 102,5  | 22      | 46    | 2,1     | 1       |         |         |
| 2012   | Cowboys de Dallas | 16     | 648     | 425      | 65,6   | 4 903  | 28     | 19     | 90,5   | 30      | 49    | 1,6     | 1       |         |         |
| 2013   | Cowboys de Dallas | 15     | 535     | 342      | 63,9   | 3 828  | 31     | 10     | 96,7   | 20      | 38    | 1,9     | 0       |         |         |
| 2014   | Cowboys de Dallas | 15     | 435     | 304      | 69,9   | 3 705  | 34     | 9      | 113,2  | 26      | 61    | 2,3     | 0       |         |         |
| 2015   | Cowboys de Dallas | 4      | 121     | 83       | 68,6   | 884    | 5      | 7      | 79,4   | 4       | 13    | 3,3     | 0       |         |         |
| 2016   | Cowboys de Dallas | 1      | 4       | 3        | 75,0   | 29     | 1      | 0      | 134,4  | -       | -     | -       | -       |         |         |
| Totaux | Totaux            | Totaux | 4 335   | 2 829    | 65,3   | 34 183 | 248    | 117    | 97,1   | 238     | 620   | 2,6     | 5       |         |         |

## Vie privée
Tony Romo est d'origine mexicaine par son grand-père.
Il est connu pour être un très bon golfeur.
Il était depuis novembre 2007 avec  Jessica Simpson, la célèbre chanteuse et grande sœur de Ashlee Simpson (Ashlee Wentz).
Il est ensuite sorti avec Candice Crawford, Miss Missouri 2008 et petite sœur de l'acteur Chace Crawford. Il l'a demandé en mariage le jour de son anniversaire, le 16 décembre 2010, lors d'un diner en présence de la famille de Candice. Ils se sont mariés à Arlington (Texas) le 28 mai 2011.
Le 25 octobre 2011 Tony Romo annonce que sa femme est enceinte de leur premier enfant pour 2012. Le 9 avril 2012, le couple accueille un garçon, Hawkins Crawford Romo. Le 18 mars 2014, Candice donne naissance à leur second enfant, un petit garçon prénommé Rivers Romo. En février 2017, ils annoncent attendre leur troisième enfant via un cliché posté sur les réseaux sociaux.